# وعي عام بالعلوم

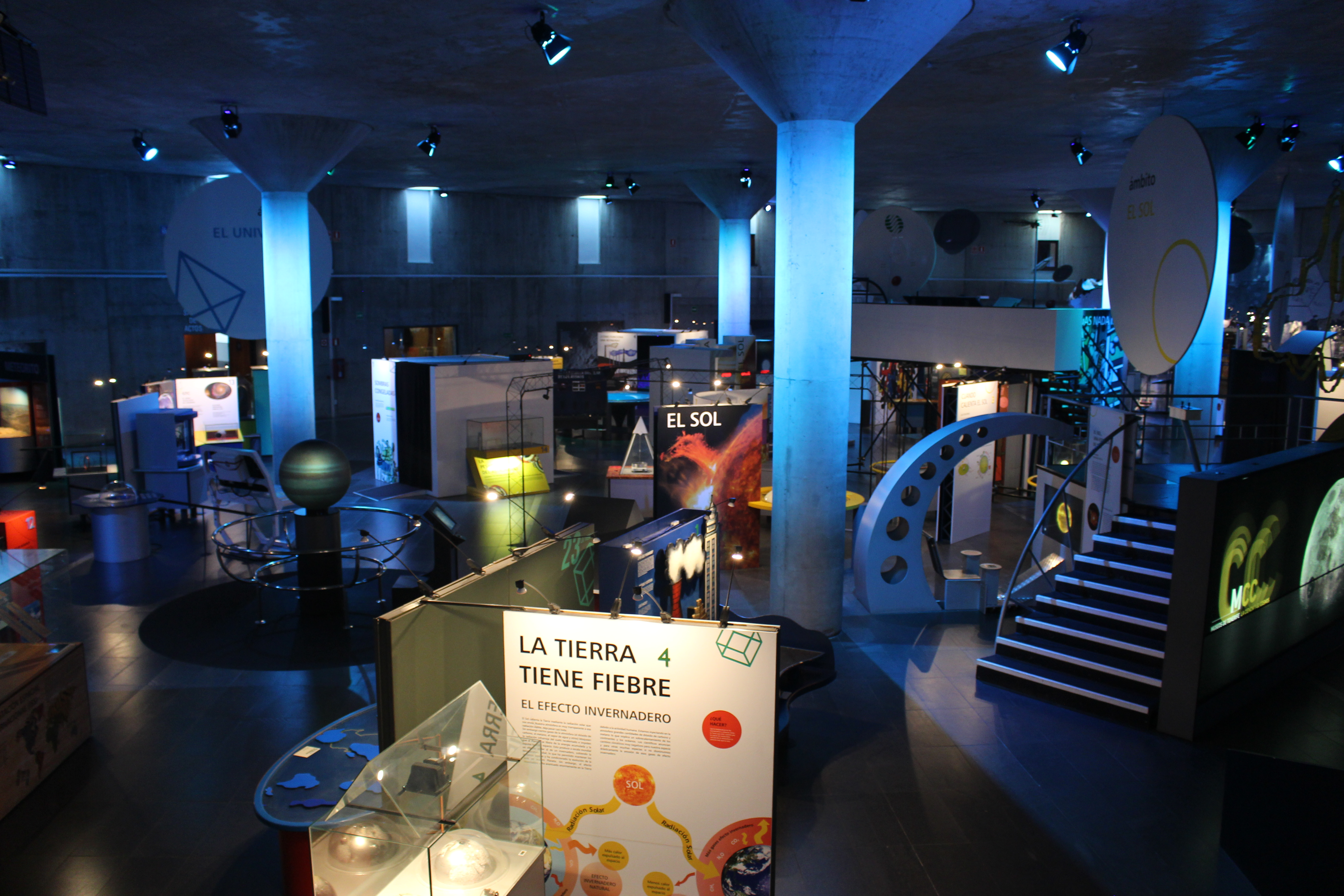

الوعي العام بالعلوم (PAwS)، الفهم العام للعلوم (PUS)، أو مؤخرًا، انخراط الجمهور في العلوم والتكنولوجيا (PEST) هي مصطلحات تتعلق بالمواقف والسلوكيات والآراء والأنشطة التي تشكل العلاقات بين عامة الناس أو وضع المجتمع ككل على المعرفة العلمية والتنظيم. إنه نهج جديد نسبيًا لمهمة استكشاف العديد من العلاقات والروابط بين العلوم والتكنولوجيا والابتكار بين عامة الناس. في حين أن العمل السابق في التخصص ركز على زيادة المعرفة العامة بالمواضيع العلمية، تماشيا مع نموذج نقص المعلومات في الاتصال العلمي، أدى تشويه سمعة النموذج إلى زيادة التركيز على كيفية اختيار الجمهور لاستخدام المعرفة العلمية وعلى تطوير واجهات للتوسط بين الخبراء ووضع فهم لقضية ما.  